# Luis Fernández Martín
El jesuita Luis Fernández Martín (Villarramiel de Campos, Palencia, 2 de julio de 1908-Villagarcía de Campos, Valladolid, 15 de agosto de 2003), fue un historiador, académico correspondiente de la Real Academia de la Historia y autor de numerosos libros y artículos en publicaciones especializadas.

## Biografía
Ingresó el 25 de julio de 1923 en el noviciado de San Zoilo, en Carrión de los Condes. Tras pasar por Salamanca y Comillas estudió Filosofía en el Colegio Máximo de Oña entre los años 1929 y 1931 y a continuación (entre 1931 y 1934) fue profesor del colegio de San José en Valladolid y en Curía (Portugal) tras la expulsión de los jesuitas. Hizo la carrera de Historia en las universidades de Santiago de Compostela y Zaragoza, doctorándose con el trabajo El General Francisco de Longa y la intervención española en Portugal (1826-1827).
Entre 1934 y 1938 estudia teología en Marneffe (Bélgica). En esta localidad se ordenó sacerdote el día 24 de junio de 1937, aunque no emitiría los votos definitivos de sacerdote profeso (obediencia, pobreza, castidad y obediencia al Papa) hasta el día 15 de agosto de 1941.
Desde 1939 y hasta 1952 desarrolló su actividad como profesor en el Colegio San José de Valladolid, llegando a ser Prefecto de estudios. Esta etapa se vio temporalmente interrumpida en 1950, cuando se trasladó a Roma para hacerse cargo de las emisiones en español de Radio Vaticano.
En 1952 se trasladó a Madrid, donde residió hasta 1973 ocupando diferentes puestos como Director del Secretariado de la Comisión Episcopal de Enseñanza o Consejero Nacional de Educación. Volvió a continuación a Valladolid hasta 1995, año en el que se trasladó a la Colegiata de San Luis, en Villagarcía de Campos donde residió hasta su fallecimiento, ocurrido el 15 de agosto de 2003 (a la edad por tanto de 95 años) a causa de una embolia pulmonar.

## Obras

### Participaciones en obras colectivas
Realizó algunas colaboraciones en obras colectivas, como las siguientes:
- La capilla de los "Loyola" en la iglesia de San Francisco de Palencia, en las Actas del I Congreso de Historia de Palencia. Vol I, págs. 139-146 (1987)
- Un castellano cabal: Don Pedro de Reinoso, Señor de Autillo, en las Actas del II Congreso de Historia de Palencia, Vol 3, págs. 331-358 (1990)
- Nuevas aportaciones históricas acerca de la juventud y la familia de San Ignacio de Loyola, en la obra Ignacio de Loyola en la gran crisis del siglo XVI, (1993)

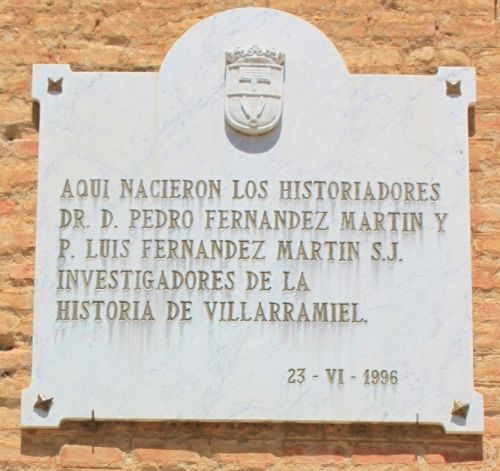
Placa en la casa natal de Luis Fernández Martín en Villarramiel.

### En colaboración
Junto con su hermano, el doctor en Medicina Pedro Fernández Martín, escribió dos libros: Villarramiel de Campos, datos para su historia (1954) y Villarramiel de Campos, nuevos datos para su historia (1963). Tras la publícación del primero de ellos, ambos hermanos fueron considerados hijos predilectos por dicha localidad, donde habían nacido.
En 1984 ambos libros fueron refundidos en uno solo, titulado Historia de Villarramiel (ISBN 84-505-0340-X), editado por la Diputación Provincial de Palencia y que incluía nuevo material procedente de investigaciones posteriores.

### Como autor único
Como autor en solitario publicó numerosos libros, entre los cuales pueden citarse:
- El movimiento comunero en los pueblos de Tierra de Campos (1979)
- Los años juveniles de Iñigo de Loyola: su formación en Castilla (1981)
- La contienda civil de Guipúzcoa y las Comunidades Castellanas (1520-1521) (1981)
- Historia del Colegio San José. Valladolid (1981)
- Juan Bravo (1981)
- Comediantes, esclavos y moriscos en Valladolid: siglos XVI y XVII (1989)
- La Real Imprenta del Monasterio de Nuestra Señora de Prado: (1481-1835) (1992)
- La asistencia social en Valladolid: siglos XVI - XVIII (1999)

Y también fue colaborador habitual en múltiples revistas especializadas, algunas de las cuales fueron:
- La revista "Publicaciones" de la Institución Tello Téllez de Meneses
- El "Boletín" del Real Instituto de Estudios Asturianos
- La Institución Príncipe de Viana
- La Revista "Hispania Sacra", del Consejo Superior de Investigaciones Científicas